# Saurier
Saurier é uma comuna francesa na região administrativa de Auvérnia-Ródano-Alpes, no departamento Puy-de-Dôme. Estende-se por uma área de 8,26 km². Em 2010 a comuna tinha 277 habitantes (densidade: 33,5 hab./km²).